# Єва Гудумак
Єва Гудумак (рум. Eva Gudumac, до шлюбу Оцел; нар. 6 травня 1941 року в с. Стара Татарівка, Молдавська РСР) — радянська і молдовська медикиня, спеціалістка з дитячої хірургії. Член-кореспондент (з 2000) і дійсний член (з 2007) Академії наук Молдови, головна спеціалістка з педіатричної хірургії Міністерства охорони здоров'я Молдови (з 2010 року).[уточнити].

## Життєпис
Народилася в селі Стара Татарівка, найстаршою дитиною в сім'ї агронома Михайла Оцела. При народженні отримала ім'я Верба (яким її все життя називають рідні), однак за відсутності цього імені в офіційних списках імен при оформленні документів після закінчення семирічної школи стала Євою. Має двох молодших братів.
У дитинстві і юності збиралася стати вчителькою фізики або математики, однак провалилася на одному з іспитів в педінститут.
За наполяганням батька отримала диплом медсестри в медичному училищі в Сороках (1958—1960). Пізніше продовжила навчання на лікаря в Кишинівському медичному інституті (1960—1966), ближче до кінця навчання одружившись зі студентом того ж інституту Валентином Гудумаком. На початку навчання планувала стати інфекціоністкою, однак при спеціалізації на 6-му курсі вибрала за порадою професорів Н. К. Георгіу і М. С. Міхлена дитячу хірургію.
Відвідувала курси 2-го Московського державного медичного інституту в Москві. Захистила дисертацію на ступінь кандидата медичних наук у 1973 році, на ступінь доктора медичних наук — у 1986 році. З 1987 року — професор.
Більшу частину життя пропрацювала в Кишинівському медичному інституті (нині Державний університет медицини і фармакології імені Ніколая Тестеміцану), пройшовши позиції асистентки на кафедрі педіатрії, доцента, завідувачки кафедрою хірургії та ортопедії, декана факультету педіатрії. З 2002 року — директор Національного науково-практичного центру дитячої хірургії імені Наталії Георгіу.
З 1992 року входить до Румунського товариства педіатричної хірургії. У 2000 році обрана членом-кореспондентом, а з 2007 року — дійсним членом Академії наук Молдови; з 2010 року є головним дитячим хірургом Міністерства охорони здоров'я Молдови. Президент Асоціації дитячої хірургії в Молдові.
Крім медицини, брала участь у роботі законодавчих органів — була обрана депутаткою Парламенту Республіки Молдова скликання 2001—2005 років за списками «Альянсу Брагіша», а потім у скликання 2005—2009 років — за списками комуністичної партії.
В 1993 році удостоєна вищої нагороди Молдови — ордена Республіки; на початку 2017 року — ордена «Богдан-Засновник».
Дочка Єви Гудумак, Жанна, також стала хірургом і професором кафедри дитячої хірургії ГМФУ імені Ніколає Тестеміцану, онук Валентин вчиться на лікаря.

## Додаткові посилання і література
- Gherman, Victor; Colesnic, Iurie (2000). Femei din Moldova: enciclopedie. Museum. pp. 129
- 8 удивительных женщин, покоривших Молдову и мир. Новости Молдовы, со ссылкой на «АиФ в Молдове». 8 березня 2014. Архів оригіналу за 28 березня 2017. Процитовано 28 березня 2017.